# Palaestina salutaris
Palaestina Salutaris (auch: Palaestina III) war in der Spätantike eine Provinz des Römischen Reichs mit der Hauptstadt Petra. Sie umfasste in etwa das Gebiet der Sinai-Halbinsel, die vorher zur kaiserlichen Provinz Arabia Petraea gehört hatte sowie den südlichen Teil der bisherigen Provinz Arabia. Nach der Verwaltungsreform des Kaisers Diokletian geschaffen, war Palaestina Salutaris zunächst Teil der Provinz Syria Phoenice und der Diözese Oriens zugeordnet.